# Bílsko-bělský jazykový ostrov

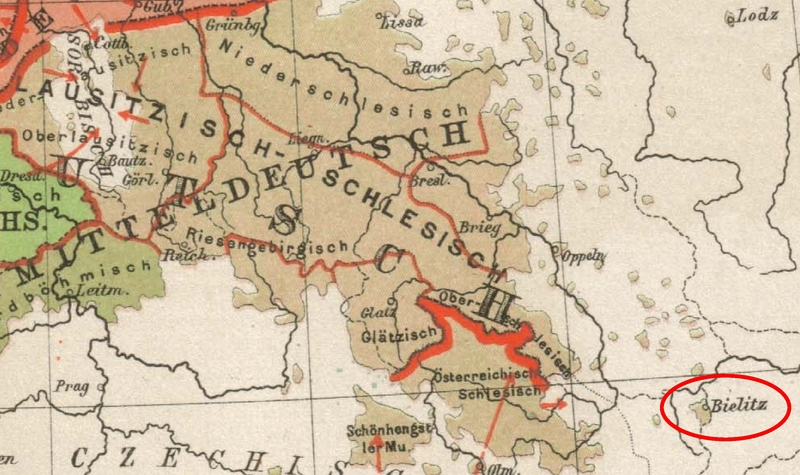
Bílsko-bělský jazykový ostrov na mapě z roku 1894 (označen oválem)

Bílsko-bělský jazykový ostrov (německy Bielitz-Bialaer Sprachinsel), někdy též jen Bílský jazykový ostrov (Bielitzer Sprachinsel) bylo území měst Bílska, Bělé, Wilamowic a okolních vesnic na slezsko-haličském pomezí, obývané většinově německým obyvatelstvem a obklopené územím, obývaném převážně Poláky, resp. Slovany. 
Bílsko-bělský jazykový ostrov vznikl v důsledku kolonizačních vln, probíhajících od 13. století.
Zanikl v souvislosti s vysídlením Němců po roce 1945. Jediným pozůstatkem bílsko-bělského jazykového ostrova v současnosti je užívání vilamovštiny ve městě Wilamowice; vilamovština má však již jen desítky aktivních uživatelů a řadí se mezi ohrožené jazyky.